# 摺紙盒子

一種摺紙盒子

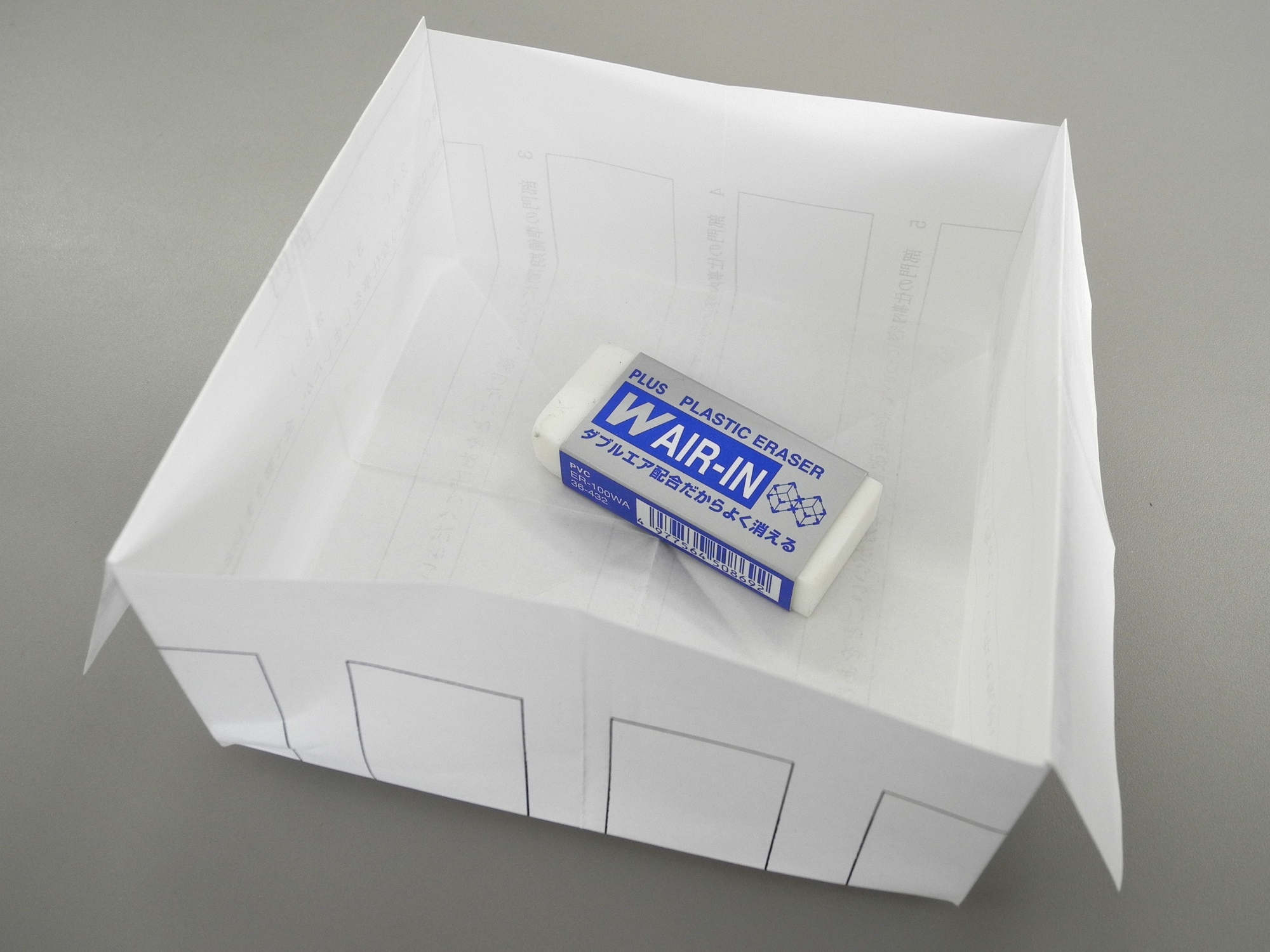
裝著橡皮擦的紙盒

完成摺紙盒子的前一個步驟，此狀態容易收納。

摺紙盒子又稱紙盒，是指一些能裝載物件的摺紙作品。常見的摺紙紙盒是以水雷基礎摺法加上固定的摺紙動作製成，用報紙或廣告紙即可製作，外形為方形盒子，但也有些其他變體。摺紙盒子能做很多用途，常見的是小型收納盒，也可以當作臨時的垃圾桶，亦常用作油漆工人的帽子，有些形狀較特別的則作為觀賞用途。

## 歷史
最早出現紙盒的相關紀錄已不可考，似乎與紙鶴、紙鐵砲等其他相關摺紙出現於日本早期的摺紙藝術中，被與紙鶴等折紙作品一同歸類到古典摺紙系列作品中。早期的摺紙盒皆是以裝東西為主，形狀大多為矩形或立方體為主，到了近代，紙盒也從最早的實用功能向更加注重觀賞的方向轉移著，成為摺紙藝術的一部分。1981年之後，一位日本摺紙藝術家布施知子創作了很種不同的紙盒摺紙作品，包含著多種不同形狀的盒子，並且有的比傳統紙盒子多了盒蓋的變化，開創了另類的摺紙盒藝術。

## 摺法
摺紙盒子有很多種不同的摺法，最常見的摺法是使用長方形紙進行摺疊的，因為此作法方便性極佳，隨手的報紙、廣告紙、舊雜誌都能摺疊。有時會留最後一個步驟不做，使其維持平面，以利收納。
也有使用正方形紙的作法
另外也有不同形狀的紙盒子，如包含蓋子的、雙格盒子以及其它形狀的盒子，如心形的、六角形的等不同的做法。

## 延伸閱讀
- Rick Beech. . Courier Dover Publications. 2012. ISBN 9780486174280.
- Mette Pederson. . CreateSpace Independent Publishing Platform. 2010. ISBN 9781449991968.
- Florence Temko. . Tuttle Publishing. 2012. ISBN 9781462908240.
- Tomoko Fuse. . Chikuma Shobo. 1989. ISBN 9780870408212.

## 外部連結
- 宝箱纸盒